# Los Natas
Los Natas fue una banda argentina de stoner rock, formada en Buenos Aires en 1994.
En sus últimos lanzamientos se alejaron de este género apoyándose en un sonido más experimental, que ellos han llamado Free Rock (Rock libre). 
La última formación de la banda incluyó a Walter Broide (batería y coros), Sergio Chotsourian (voz y guitarra) y Gonzalo Villagra (bajo).
Decidieron separarse en 2012.

## Historia
Los Natas fue formada en 1994 en la ciudad de Buenos Aires, por Sergio Chotsourian (voz y guitarra), Walter Broide (batería y coros) y Miguel Fernández (bajo), luego de una primera formación como cuarteto que incluía al cantante Diego Porras. 
En 1996, graban su primer álbum, Delmar, publicado en forma independiente en una pequeña edición en casete. 
Este trabajo recién sería editado y distribuido en CD dos años después, con dos temas extra, por el mítico sello estadounidense Man's Ruin Records de San Francisco, apoyados por el dueño del sello, Frank Kozic.
No obstante, el disco que les abriría un camino dentro de la industria musical sería Ciudad de Brahman, grabado en 1999 en Estados Unidos, y producido por Dale Crover (Nirvana, Melvins). Este disco contiene canciones que se tornarían clásicos de la banda, como  «Meteoro 2028». 
El siguiente disco fue Corsario Negro, editado en 2002 y producido por Billy Anderson, que se caracterizaba por una atmósfera oscura y pesada.
Dos años después editan un disco doble, Toba Trance vol 1 & 2. Allí les dieron total libertad para componer el álbum, y el resultado fue un disco más experimental, y con incursiones de hasta veinte minutos de duración. 
Los Natas han salido de gira por Estados Unidos durante los años 1998, 1999 y 2000, además por Europa entre 2003 y 2009; donde compartieron escenario con importantes bandas del género como Queens of the Stone Age, Nebula, The Men of Porn, Unida, Dozer, Circle, Colour Haze o Brant Bjork, entre otras. 
También han realizado muchos conciertos temáticos, llamados Viernes Verdes, que han tenido 10 ediciones hasta ahora, los cuales han tenido lugar en los principales teatros de Buenos Aires. En estos espectáculos la banda tocaba, mientras se emitían proyecciones psicodélicas de fondo, que acompañaban la música, espectáculo también presente en otras provincias del país, y en numerosos lugares de Buenos Aires.
El sucesor de Toba Trance sería München Sessions de 2005, grabado en la ciudad de Múnich, seguido de El Hombre Montaña, que fue lanzado en 2006. Este disco, también producido por Anderson/Claypole, presentaba un sonido más crudo y pesado que los discos anteriores. Fue grabado en Buenos Aires y mezclado en San Francisco. 
Los Natas editan un nuevo disco en 2009, que lleva el nombre de Nuevo orden de la libertad, compuesto por diez canciones. El mismo fue grabado por Patricio Claypole y Álvaro Villagra en Buenos Aires y masterizado en Estados Unidos.
El 3 de febrero del 2012 anuncian su separación a través de un comunicado en la red social Facebook.

## Estilo musical
Sus influencias musicales son numerosas y variadas, teniendo como base el sonido crudo y psicodélico de bandas de los 70's como The Doors, Black Sabbath, The Who, Pink Floyd o Hawkwind, entre otras, y también de la banda pionera del desert rock, Kyuss. A raíz de eso, Los Natas proponen un sonido con fuerte presencia de equipamiento valvular e instrumentos vintage. Su música se caracteriza por constantes cambios a la largo de una canción, y por largas improvisaciones, que varían en cada interpretación, mezclando rock espacial, rock psicodélico y jazz.

## Discografía

### Álbumes de estudio
- Delmar (1998)[4]
- Ciudad de Brahman (1999)
- Corsario Negro (2002)
- Toba Trance vol 1 & 2 (2004)
- München Sessions (2005)
- El Hombre Montaña (2006)
- Nuevo orden de la libertad (2009)

### EP y splits
- En busca de la especia - Demo (1996)
- Unreleased Dopes (1998)
- Natas / Dragonauta Split (2000)
- Natas / Cabrón Split (2007)
- Solodolor vs. Los Natas (2010)

### Compilados

#### Internacionales
- Welcome to Meteorcity
- Right in the Nuts - Tributo a Aerosmith (Estados Unidos)
- Blue Explosion - Tributo a Blue Cheer (Estados Unidos)
- Inhale 420 (Estados Unidos)
- Sucking the 70s - Compilado con temas de los '70 (Estados Unidos)
- Supernatural Extremities - Compilado Grinder Magazine (Chile)
- Flying High (Australia)
- El Universo Perdido de Los Natas
- Rebirth of the Heavy - Compilado de la revista Bully Magazine (Estados Unidos)
- The Ultimate Fuzz Collection (Estados Unidos)
- What's Your Function - Tributo a Franco Battiato (Italia)
- Rutation

#### Argentina
- Tiempos Violentos - Compilado del programa de radio de FM Rock and Pop
- Sabbath Crosses - Tributo a Black Sabbath
- Listen Whithout Distraction - Tributo Argentino a Kyuss
- Loco Gringos Have a Party - Compilado de stoner metal latinoamericano
- Niceto Mundo - Compilado con lo mejor del Club Niceto
- Skate Rock 4 - Compilado del género skate, Frostbite Records